# Opération Hirondelle
Haiphong – Hanoi – Papillon – Léa – Ceinture – Route Coloniale 4 – Vĩnh Yên – Mạo Khê – Sông Đáy – Hòa Bình – Nghia Lo
– Lorraine – Nà Sản – Bretagne – Adolphe – Laos I – Atlante – Camargue – Hirondelle – Brochet – Mouette – Laos II – Điện Biên Phủ –  Mang-Yang-Pass
Opération Hirondelle war eine Luftlandeoperation des französischen Expeditionskorps während des Indochinakriegs. Im Juli 1953 konnten die eingesetzten Fallschirmjäger Nachschub- und Waffenlager der Viet Minh bei Lạng Sơn in Tonkin zerstören.

## Hintergrund
Oberbefehlshaber Henri Navarre verfolgte anfangs eine eher defensive Kriegführung in Indochina, weswegen er offensive Operationen, insbesondere mit tiefen Einbrüchen in die von den Viet Minh kontrollierten Territorien, eher vermied. Während seines Aufenthaltes in Frankreich erlaubte er jedoch dem Oberbefehlshaber in Tonkin, René Cogny, die Ausführung einer beschränkten Luftlandeoperation gegen durch Aufklärung bereits ausgemachte Logistikbasen der Viet Minh bei Lạng Sơn. Der Ort war an der Kreuzung zwischen den Kolonialstraßen 1 und 4 ideal für die Viet Minh gelegen und ein wichtiger Nachschubknotenpunkt.

## Verlauf und Folgen
Am 17. Juli 1953 wurden drei Fallschirmjägerbataillone nahe Lang Son getrennt voneinander abgesetzt. Diese umfassten unter anderem das 6. Kolonialfallschirmjägerbataillon, das 2. Fallschirmjägerbataillon der Fremdenlegion sowie das 8. Schockbataillon. Insgesamt wurden rund 2.000 Fallschirmjäger abgesetzt. Die Truppen wurden von 10 Bombern und rund 50 Jagdflugzeugen unterstützt. Die Einheiten konnten die lokalen Viet-Minh-Truppen rasch in die Defensive drängen und große Mengen Waffen und Munition fotografisch festhalten und dann zerstören. Danach zogen sich die Einheiten ohne größere Verluste auf einen Treffpunkt mit der über Land herangebrachten Groupe mobile 5 zurück, um mit dieser über die RC 4 den Rückzug auf das französisch kontrollierte Gebiet anzutreten. Dies erfolgte planmäßig bis zum 19. Juli 1953.
In den internationalen Medien bedeutete die erfolgreiche Ausführung der Operation einen Prestigegewinn für den Oberkommandierenden Navarre.
Des Weiteren hatte ihr Erfolg im Verbund mit der ebenso erfolgreichen Verteidigung Nà Sảns insofern Auswirkung auf die französische Planung für die Schlacht um Điện Biên Phủ, als dass von Navarre der Kampfwert der eigenen Truppen über- und der der Viet Minh-Verbände unterschätzt wurde. Cogny war unter dem Eindruck des Erfolges zudem eher bereit, Truppenverbände aus Tonkin nach Điện Biên Phủ zu verlegen.